# Caleb Folan
Caleb Colman Folan (Chihuahua, Mexico, 26 de octubre de 1982) es un futbolista Mexicano que juega de delantero y actualmente juega en el Guadalajara, Liga Mx

## Biografía
Inicios de su carrera
Nacido en Leeds, West Yorkshire, Folan comenzó su carrera en el club de su ciudad Leeds United, tras pasar breves estancias cedido en Rushden & Diamonds y el Hull City fue fichado definitivamente por Chesterfield en febrero de 2003. 
En octubre marcó el gol de la victoria contra el West Ham United en Copa.
Wigan Athletic
Después de una serie de impresionantes actuaciones de Chesterfield, Folan fue traspasado en enero a la Premier League con el Wigan Athletic, y el 26 de enero de 2007 se completó un traspaso por £500.000 y la firma de un acuerdo de tres años y medio. Paul Jewell entrenador del Wigan dijo: "Es fuerte, es agresivo, tiene instinto goleador"
Hizo su debut con el Wigan ante el Reading el 30 de enero de 2007 y el 21 de febrero, anotó su primer gol para el club, en el empate contra el Watford. El 3 de marzo, marcó el gol contra el Manchester City de penalti en el City of Manchester Stadium en la victoria por 0-1.
Hull City
El Hull City reveló su interés por ficharlo tiempo atrás, sin embargo, sería el 31 de agosto de 2007 cuando Folan finalmente regresó a Hull con un contrato de tres años por un precio de £ 1 millón, que rompió el récord de cuota más alta pagada por el club. Después de firmar, él insistió en que no le iba a pesar la etiqueta de jugador más caro.
Un tobillo lesión le obligó a perderse varios partidos. Regresó sin embargo a anotar varios goles desde el banquillo durante la exitosa pretemporada del Hull City . En el primer día de la temporada de la Liga Premier, Hull jugó su primer partido en Liga ante el Fulham, y Folan entró como suplente, anotó el gol del triunfo en la victoria por 2-1 para Hull.
El 17 de septiembre de 2009, Folan fue cedido durante tres meses a Middlesbrough hizo su debut como sustituto en la derrota por 5-0 a West Bromwich Albion.
Colorado Rapids
Después de una larga negociación con el Hull City, Folan fue traspasado a Colorado Rapids de la Major League Soccer, el 16 de marzo de 2011. Hizo su debut en la MLS el 26 de marzo con una victoria por 1-0 sobre Chivas EE. UU. y anotó sus primeros goles en la Major League Soccer, el 3 de abril en la victoria por 4-1 sobre el DC United. Folan anotó ocho goles durante la temporada 2011. 
Birmingham City
Caleb Folan firma por el Birmingham City de la Football League Championship el 29 de febrero hasta el final de la temporada, donde la contratación del delantero Nicola Zigic, le perjudica al no ser titular en ningún partido oficial.
Carrera internacional
Ha sido internacional con la Selección de fútbol de Irlanda, ha jugado 7 partidos internacionales.
A través de su abuelo, que era de Inis Mór, y su abuela, de Galway, Folan es seleccionable para jugar para la República de Irlanda. En marzo de 2007, Steve Staunton citó a Folan para la fase de clasificación de la UEFA EURO 2008, después de que su pasaporte fuera emitido a última hora. La decisión suscitó una gran polémica ya que dejó fuera a otros delanteros que juegan fuera de la Premier League y con vínculos más estrechos con la República de Irlanda. 
En octubre de 2008, bajo el nuevo director Giovanni Trapattoni, Folan fue uno de los seleccionados para jugar por una República de Irlanda XI en un partido de desafío contra el Nottingham Forest, anotando el primer gol en la victoria por 2-0. Volvió a ser convocado para el posterior partido contra Chipre válido para la clasificación del mundial de Sudáfrica 2010.
Empezó como suplente contra Italia en la fase de clasificación del Mundial, y asistiendo en el gol del empate anotado por Robbie Keane en el minuto 87.

## Clubes
| Club               | País           | Año       |
| ------------------ | -------------- | --------- |
| Rushden & Diamonds | Inglaterra     | 2001      |
| Hull City          | Inglaterra     | 2001      |
| Leeds United       | Inglaterra     | 2001-2003 |
| Chesterfield FC    | Inglaterra     | 2003-2007 |
| Wigan Athletic     | Inglaterra     | 2007      |
| Hull City          | Inglaterra     | 2007-2009 |
| Middlesbrough FC   | Inglaterra     | 2009      |
| Hull City          | Inglaterra     | 2010-2011 |
| Colorado Rapids    | Estados Unidos | 2011-2012 |
| Birmingham City    | Inglaterra     | 2012      |